# یوتا مثلث جنوبی
یوتا مثلث جنوبی یک ستاره است که در صورت فلکی مثلث جنوبی قرار دارد.